# Сен-Совёр (Верхняя Сона)
Сен-Совёр (фр. Saint-Sauveur) — коммуна во Франции, находится в регионе Франш-Конте. Департамент — Верхняя Сона. Административный центр кантона Сен-Совёр. Округ коммуны — Люр.
Код INSEE коммуны — 70473.

## География
Коммуна расположена приблизительно в 320 км к востоку от Парижа, в 70 км северо-восточнее Безансона, в 27 км к северо-востоку от Везуля.

## Население
Население коммуны на 2010 год составляло 171 человек.
| 1962 | 1968 | 1975 | 1982 | 1990 | 1999 | 2010 |
| ---- | ---- | ---- | ---- | ---- | ---- | ---- |
| 195  | 159  | 151  | 161  | 153  | 155  | 171  |

## Экономика
В 2010 году среди 1482 человек трудоспособного возраста (15—64 лет) 1137 были экономически активными, 345 — неактивными (показатель активности — 76,7 %, в 1999 году было 72,6 %). Из 1137 активных жителей работали 999 человек (672 мужчины и 327 женщин), безработных было 138 (58 мужчин и 80 женщин). Среди 345 неактивных 84 человека были учениками или студентами, 145 — пенсионерами, 116 были неактивными по другим причинам.